# Chapoli (A), Supa
Chapoli (A) là một làng thuộc tehsil Supa, huyện Uttara Kannada, bang Karnataka, Ấn Độ.